# Meri (album)
Meri je prvi studijski album splitske glazbenice Meri Cetinić, kojeg 1979. godine objavljuje diskografska kuća Jugoton.
Materijal za album sniman je u Zagrebu s vodećim studijskim glazbenicima i Zagrebačkim solistima. Producent, aranžer i dirigent je Ante Cetinić .

## Popis pjesama

### A strana
1. "Mornareva žena" (3:50)
  - (Ante Cetinić - Momčilo Popadić /Meri Cetinić)
2. "San"	(3:28)
  - (Slobodan M. Kovačević)
3. "Živim s tobom" (3:37)
  - (Meri Cetinić)
4. "Samo simpatija" (3:32)
  - (Đorđe Novković - Željko Sabol)
5. "Ja ću plakati sama" (4:26)
  - (Slobodan M. Kovačević - Stjepan Benzon)

### B strana
1. "Ti i ja" 83:45)
  - (Meri Cetinić)
2. "Probudi moju ljubav" (4:05)
  - (Meri Cetinić - Zoran Krčun /Meri Cetinić)
3. "Kad bi znao ti" (3:13)
  - (Slobodan M. Kovačević - Slobodan M. Kovačević /Drago Ivanišević)
4. "Zapleši s nama večeras" (3:19)
  - (Ante Cetinić - Meri Cetinić)
5. "Sve, lutanje se zove" (3:37)
  - (Ante Cetinić - Meri Cetinić)

## Izvođači
- Meri Cetinić - solo i svi prateći vokali, glasovir ("Živim s tobom")
- Vedran Božić - akustična i električna gitara
- Peco Petej - Bubnjevi
- Ante Cetinić - glasovir, bas-gitara
- Mato Došen - električni glasovir
- Ivan Kuzmić - violina ("Zapleši s nama večeras")
- Marjan Domić - truba
- Miroslav Sedak - saksofon
- Ivica PetanjakIvica Petanjek i Ivan Potočnik - mandolina

### Produkcija
- producent, aranžer i dirigent - Ante Cetinić
- tehničar - Branko Podbrežnički
- snimatelj - Mladen Rukavec
- fotografija - Pero Dragičević

## Vanjske poveznice
- Službene stranice Meri Cetinić - Recenzija albuma